# USS Wasp (CV-7)
Pour les autres navires du même nom, voir USS Wasp.
L'USS Wasp (CV-7) est un porte-avions de l'United States Navy en service pendant la Seconde Guerre mondiale. 
Il constitue le seul représentant d'une sous-classe de la classe Yorktown.
Mis en service en 1940, il servit d'abord dans l'Atlantique et en Méditerranée puis il fut transféré dans le Pacifique où il fut coulé 15 septembre 1942.

## Construction et Histoire du service

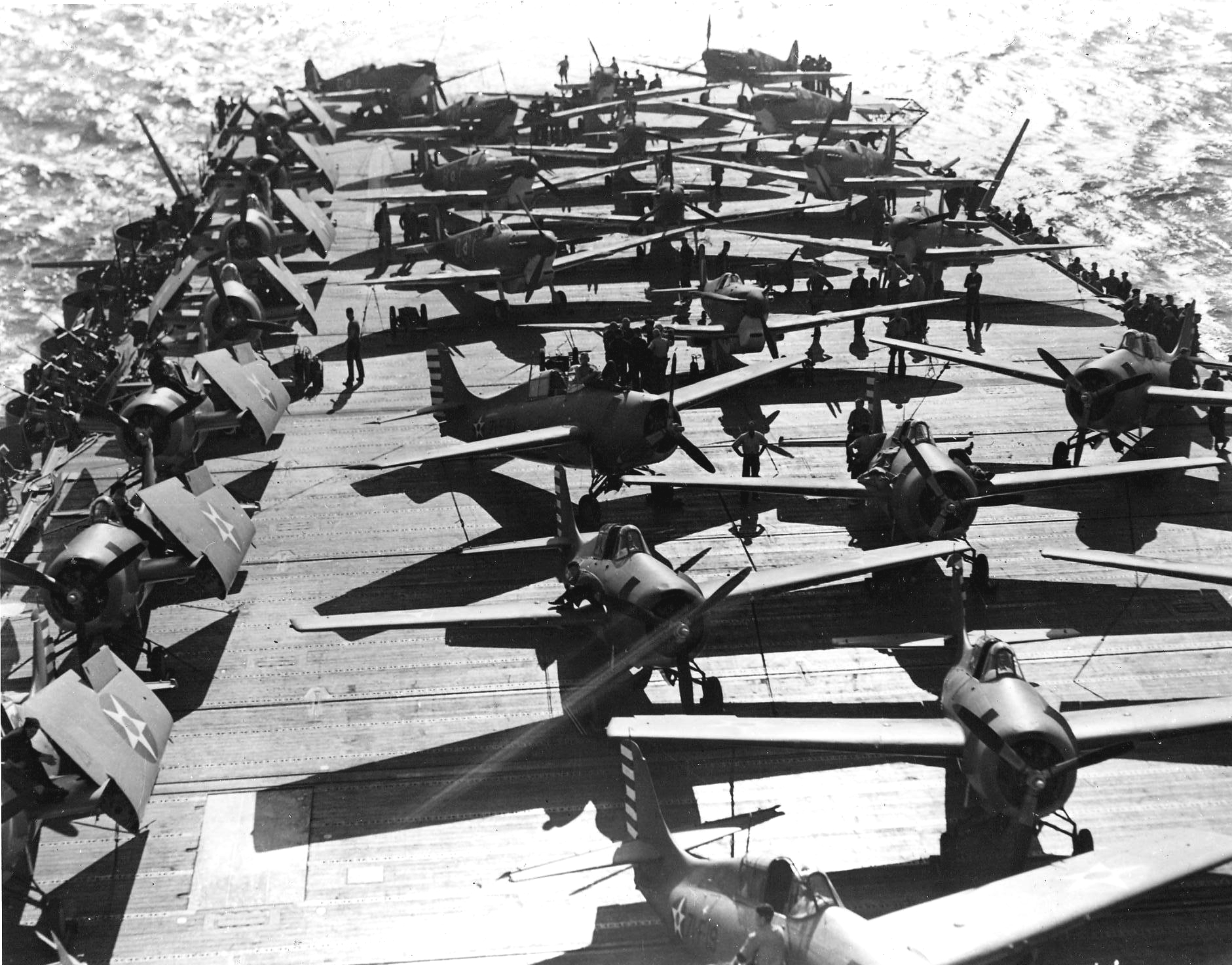
Avions Wildcats et Spitfire sur l'USS Wasp, 1942.

Membre de la très connue classe Yorktown, dont le Wasp est une version réduite, il est lancé le 4 avril 1939 et mis en service le 25 avril 1940.
En juillet-aout 1941, il sert à acheminer des avions et leurs pilotes américains en Islande afin de renforcer la Royal Air Force dans le cadre de la bataille de l'Atlantique contre les U-Boot allemands.
En avril et en mai 1942, il transporte des Supermarine Spitfire et leurs pilotes britanniques lors des opérations Calendar, un échec, et Bowery avec le HMS Eagle, une réussite décisive pour sauver Malte victime de violents bombardements et d'un siège.
Dès la perte de l'USS Lexington le 8 mai 1942 à la bataille de la Mer de Corail, le transfert du Wasp dans le Pacifique est décidé et cela devient une urgence après la perte de l'USS Yorktown le 7 juin 1942 à la bataille de Midway.
Passé dans le Pacifique, il couvre, début août 1942, le débarquement américain de Tulagi, sur Florida, face à Guadalcanal, puis contribue à assurer la couverture aérienne des U.S. Marines contre les attaques de l'aviation japonaise basée dans la région de Rabaul. Mais la menace sous-marine est sérieuse, et a déjà conduit à retirer l'USS Saratoga, touché par le sous-marin I-15 le 31 juillet.
Le 15 septembre 1942, en début d'après-midi, alors que ses avions ont pris l'air, le Wasp est touché par trois torpilles lancées par le sous-marin japonais I-19 qui suivait discrètement le porte-avions et son escorte. De très nombreux incendies éclatent et ne peuvent être contenus, beaucoup de bornes à incendies ayant été rompues par les explosions. Moins d'une heure plus tard, alors que le navire est désemparé et n'est plus qu'un brasier métallique géant, l'ordre d'évacuation est donné. 193 membres d'équipage sont morts et 366 blessés. C'est finalement le destroyer USS Lansdowne,un destroyer de classe Gleaves qui l'envoie par le fond en fin de journée. 
Après la destruction du Wasp, suivant la mise hors service du USS Enterprise lors de la bataille des Iles Solomons le 24 aout 1942 ainsi que la mise hors service du USS Saratoga qui a été torpillé le 31 aout 1942 avec le USS Ranger dans l'Atlantique, l'USS Hornet était désormais pour plusieurs mois le seul porte-avions face aux Japonais.

### Découverte de l'épave
Le 13 mars 2019, l'équipage du navire océanographique RV Petrel annonce la découverte de l'épave à 4 345 mètres de profondeur au sud des îles Salomon. La coque a l'air d'avoir été coupée en deux après s'être écrasée sur le plancher océanique, mais sinon l'épave est en bonne condition,.

## Récompenses
Le Wasp a reçu deux battle stars pour son service.